# 국립 타이완 대학
국립 타이완 대학(중국어 정체자: 國立臺灣大學, 한자음: 국립 대만 대학, National Taiwan University, NTU)은 대만 타이베이에 있는 대만의 국립 대학이다. 1928년에 일본 제국에 의해서 대북제국대학이라는 이름으로 설립되었다. 1945년 11월 15일에 타이완이 이 대학을 인수하면서 현재의 이름으로 변경되었다. 노벨상 수상자 및 타이완의 유력 정치인들을 배출하고 있다.

## 연혁
- 1928년 대북제국대학(일본어: 臺北帝國大學) 개교
- 1945년 11월 15일 National Taiwan University 로 개칭
- 1947년 상업학교가 법학원에 편입
- 1959년 상업학 계열 설치
- 1967년 야간부 설치
- 1987년 상업학 계열 4계를 통합해, 관리학원 설치

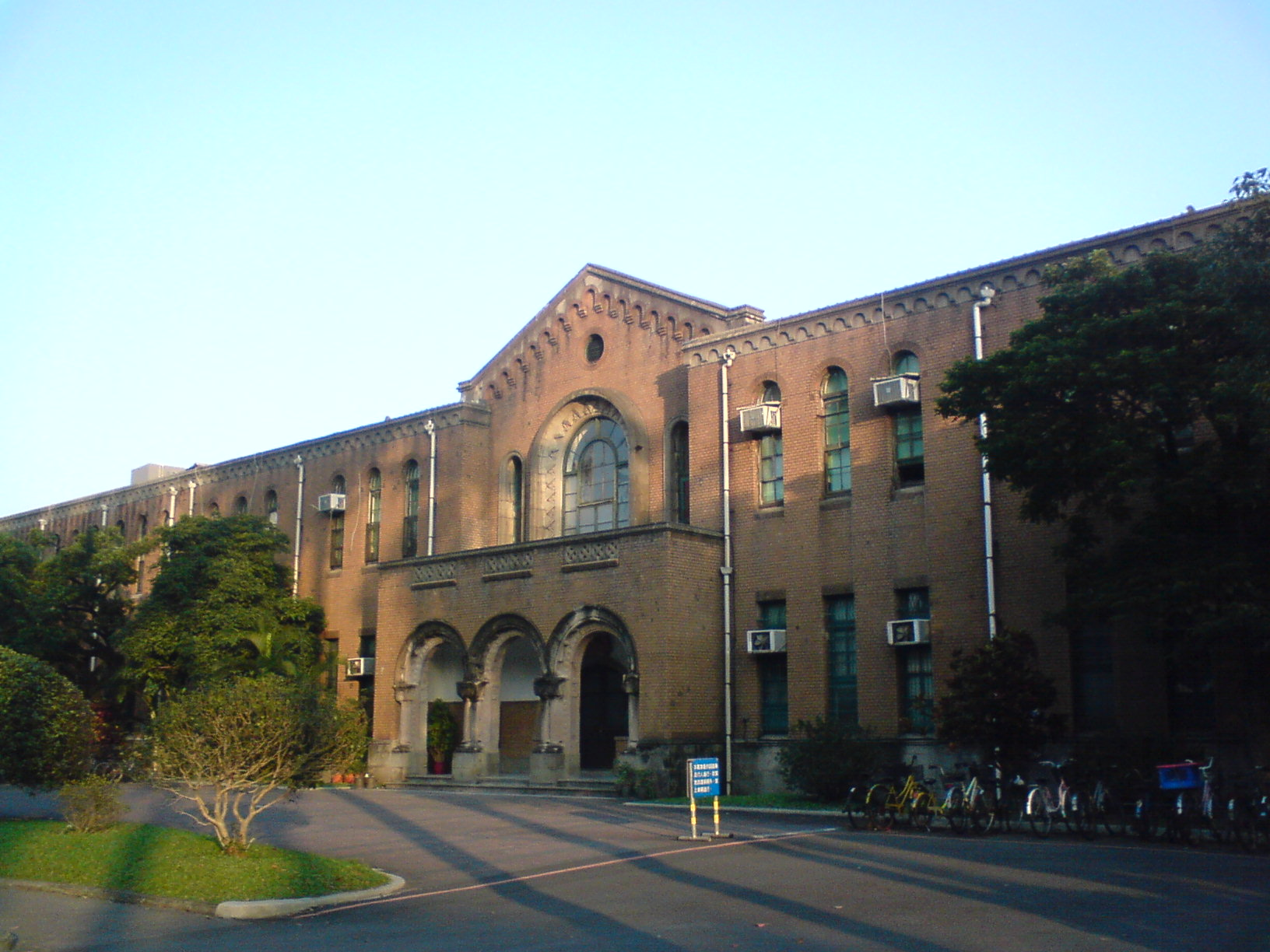
국립대만대학 교사관

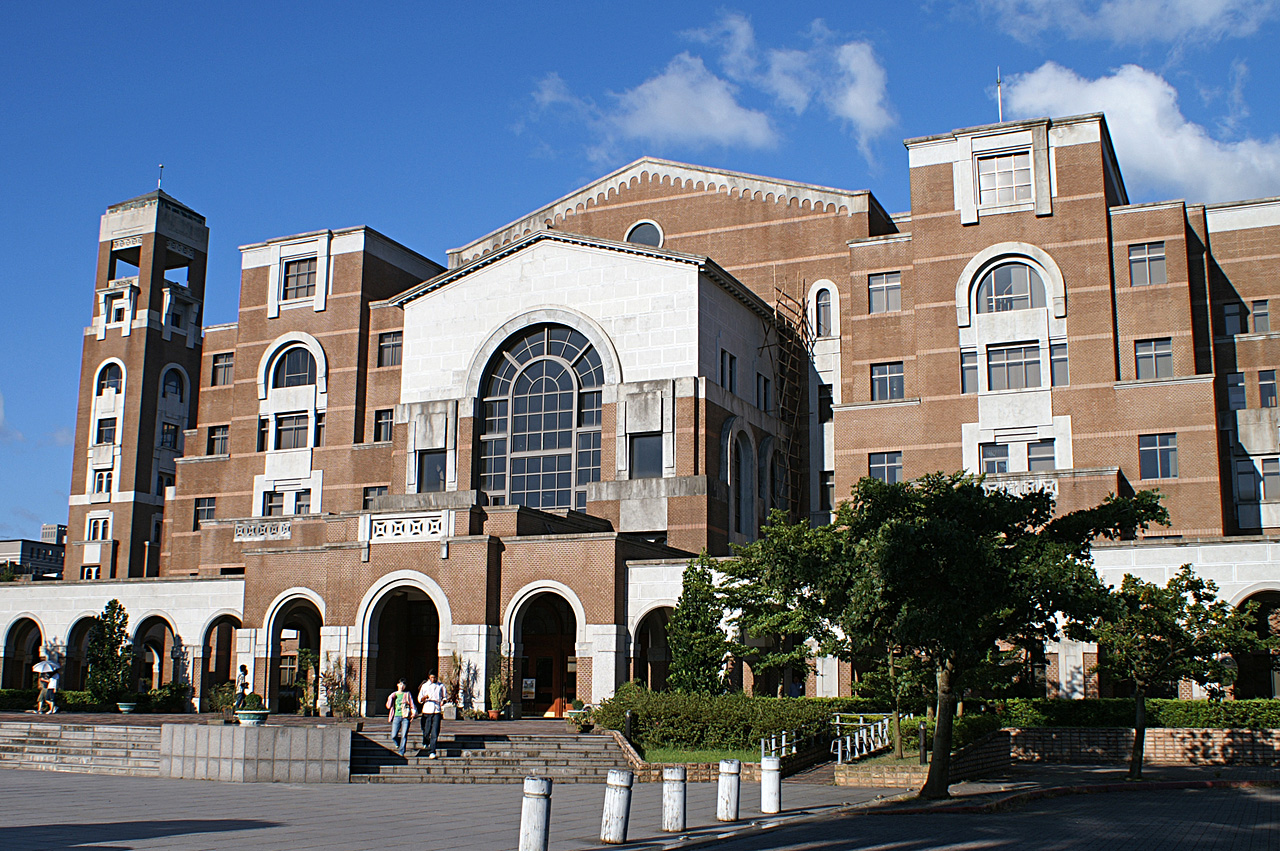
국립대만대학 도서관

- 1993년 공공위생학원 설치
- 1997년 전기학원 설치
- 1999년 법률학원 설치
- 2003년 생명과학원 설치

## 자매 대학교
- 대한민국 한국과학기술원, 서울대학교, 고려대학교, 연세대학교, 성균관대학교
- 일본 도쿄대학교, 교토대학교, 와세다대학교, 게이오대학교, 오사카대학교, 규슈대학교, 나고야대학교, 도호쿠 대학
- 홍콩 홍콩대학교, 홍콩과학기술대학교, 홍콩중문대학교, 홍콩이공대학교, 홍콩성시대학교
- 중화인민공화국 칭화 대학교, 북경 대학교, 푸단 대학교, 저장 대학교, 상하이 자오퉁 대학
- 싱가포르 난양 공과대학교, 싱가포르 국립대학교, 싱가포르 경영대학교
- 미국 하버드대학교, 스탠퍼드대학교, 시카고대학교, 코넬대학교, 펜실베니아 대학교, 뉴욕대학교, 콜롬비아대학교, 캘리포니아 대학교 버클리, 조지아공과대학교
- 영국 옥스퍼드대학교, 케임브리지대학교, 런던대학교, 임페리얼 칼리지 런던

## 같이 보기
- 볼프강 크롤
- 제국대학